# Faja
Die Faja [ˈfaxa] (span., faixa katalan., beides von fascia lateinisch „das Band“) ist ein Element der spanischen Nationaltracht. Sie besteht aus einer breiten, vorzugsweise aus Seide, aber auch zum Beispiel Wolle angefertigten roten Schärpe, die mehrmals, meist zweifach um den Bauch gewickelt wird und oft mit goldbesetzten Quasten versehen ist.
Die Faja wurde und wird sowohl vom Volk als auch vom Militär getragen, unter Offizieren als Unterscheidungsmerkmal zwischen General und Marschall.